# 스티븐 딜런
스티븐 딜레인(Stephen Dillane, 영어 발음: /dɪˈleɪn/, 1956년 11월 30일 ~ )은 잉글랜드의 배우이다. 톰 스토파드의 《The Real Thing》(1999-2000)으로 2000년 제54회 토니상과 제45회 드라마 데스크상의 연극 부문 남우주연상을 수상하였으며 로런스 올리비에상 남우주연상 후보에 올랐다. 프랭크 딜레인의 아버지이다.

## 출연 작품

### 영화
- 햄릿 (1990)
- 웰컴 투 사라예보 (1997)
- 디 아워스 (2002)
- 내 생애 최고의 경기 (2005)
- 퍼펙트 센스 (2011) - 스티븐 몽고메리 역
- 제로 다크 서티 (2012) - 국가안보보좌관 역
- Papadopoulos & Sons (2012) - 해리 역
- 다키스트 아워 (2017) - 제1대 핼리팩스 백작 에드워드 우드 역
- 메리 셸리: 프랑켄슈타인의 탄생 (2017) - 윌리엄 고드윈 역
- 아웃로 킹 (2018) - 에드워드 1세 역

### 텔레비전
- Hunted (2012) - 루퍼트 역
- 왕좌의 게임 (2012-15) - 스타니스 바리테온 역

### 연극
- 햄릿 (1994-95)
- The Real Thing (1999-2000)
- 맥베스 (2004-06)